# Jean-François Gonzales-Hamilton
Jean-François Gonzales-Hamilton né à Baden-Baden au XXe siècle est un chef d’orchestre, violoniste et compositeur français.

## Biographie
Après avoir terminé ses études de violon, musique de chambre, solfège, histoire de la musique, harmonie et contrepoint au Conservatoire National Supérieur de Musique de Paris, Jean-François Gonzales-Hamilton commence sa carrière[Quand ?] comme violoniste dans un orchestre de Radio-France. Il est conseiller pédagogique du ministère de la Culture (1985-1986), conseiller technique en informatique musicale à l'École polytechnique (1986-1987).
À partir de septembre 1978, il est nommé professeur de Musique de chambre au Conservatoire National de Région (appelé ultérieurement Conservatoire à rayonnement régional) de Versailles.
Pour le vingtième anniversaire du Traité de coopération franco-allemand en janvier 1983, Gonzales-Hamilton dirigea le Requiem de Brahms et une suite de Rameau à Saint-Louis des Invalides, devant le président de la République française et le Chancelier d'Allemagne fédérale.
En août 2011, il est envoyé en mission en Inde par le Ministère des Affaires étrangères pour étudier la place de la musique classique occidentale dans ce pays et diffuse son savoir à Bangalore, Bombay (Mumbai), Madras (Chennai) et New Delhi.
En 2018, il dirige pour quatre concerts l'ensemble vocal de Milly-la-Forêt avec l'Orchestre New Symphony.

## Distinction
- Il est chevalier de l’ordre national du Mérite depuis janvier 2019[8] et chevalier des Palmes académiques depuis janvier 2010.